# Jacques-François Ancelot

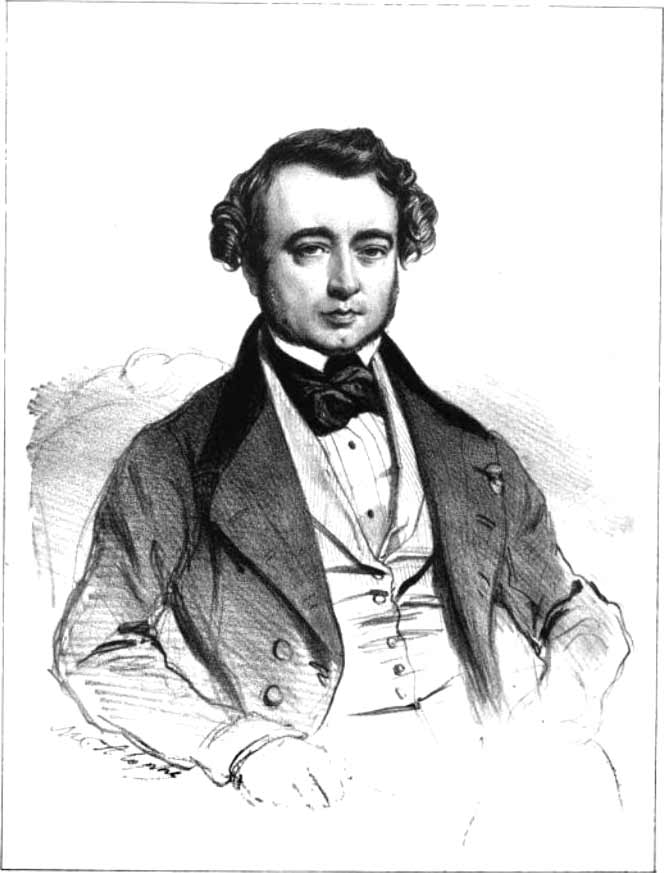
Jacques-François Ancelot, Lithografie von Marie-Alexandre Alophe

Jacques-Arsène-Polycarpe-François Ancelot (* 9. Januar 1794 in Le Havre, Département Seine-Maritime; † 7. September 1854 in Paris) war ein französischer Dramatiker und Bibliothekar.

## Leben und Wirken
Ancelot war der Sohn eines Gerichtsschreibers am Handelsgericht in Le Havre. Durch Förderung seines Onkels bekam Ancelot nach Absolvierung seiner Schulzeit eine Anstellung bei der Marineverwaltung. In dieser Zeit beginnen auch seine ersten literarischen Versuche; sein Debütstück trug den Titel L’eau bénite de cour.
Seinen künstlerischen Durchbruch erzielte Ancelot 1816 mit seiner Tragödie Warbeck, und drei Jahre später veröffentlichte er sein bekanntestes Werk, die Tragödie Louis IX. Für dieses Theaterstück bewilligte König Ludwig XVIII. von Frankreich Ancelot einen Ehrensold von 2000 Francs, verbunden mit der Erhebung in den Adelsstand. Seinen Lebensunterhalt verdiente sich Ancelot ab dieser Zeit als Bibliothekar an der Bibliotheque de l’Arsenal.
Außerdem sorgte sein Louis IX. für äußerst kontroverse Diskussionen, da es von Publikum und offizieller Kritik immer mit der Sizilianischen Vesper von Casimir Delavigne verglichen wurde.
Als im Sommer 1826 Marschall Auguste de Marmont als Vertreter der französischen Regierung zu den Krönungsfeierlichkeiten für Zar Nikolaus I. nach Sankt Petersburg reiste, wurde er dabei u. a. von Ancelot begleitet. Zu diesem Anlass hatte Ancelot eine Ode verfasst und konnte diese dann auch unter großem Beifall vortragen. Die Erlebnisse und Eindrücke dieser Reise fanden dann im darauffolgenden Jahr unter dem Titel Six mois en Russie ihre Veröffentlichung.
Bereits seit 1818 war Ancelot mit der Schriftstellerin Marguerite-Louise Chardon (1792–1875) verheiratet. Mit ihr hatte er eine Tochter, Louise-Edmée, die spätere Ehefrau des Juristen Charles Lachaud (1817–1882).
Durch die politischen Ereignisse der Julirevolution im Jahr 1830 verlor Ancelot seine Anstellung als Bibliothekar und widmete ab dieser Zeit nur noch seinem literarischen Schaffen. In den folgenden Jahren entstanden eine Reihe von Werken, mit denen er aber nie mehr den Erfolg von Louis IX. wiederholen konnte.
1841 nahm ihn die Académie française als Nachfolger des verstorbenen Philosophen Louis-Gabriel-Ambroise de Bonald in ihre Reihen auf (Fauteuil 30).
Mit sechzig Jahren starb Ancelot am 7. September 1854 früh morgens zu Hause (Rue de Lille) in Paris und fand seine letzte Ruhestätte auf dem Cimetière Montparnasse (10. Division).

## Werke (Auswahl)
- L’eau de bénite de cour.
- Élisabeth d’Angleterre. 1829
- Les familières. Épitres. 1842
- Fiesque. 1824 (frei nach Friedrich Schiller)
- Une fortune mystèrieuse. Roman. 1853 (2 Bde.)
- L’homme du monde. 1827 (4 Bde.)
- L’important.
- Louis IX. 1819
- Maria Padilla. Tragédie. 1838
- Marie de Brabant. 1825
- La maire du palais. Tragédie.
- Ode à Tsar Nicolas. 1826
- Olga ou l’orpheline moscovite. 1828
- Le Roi fainéant. 1830
- Six mois en Russie. 1827
- Warbeck. Tragédie. 1816